# Síndrome de Poland
El síndrome de Poland es una enfermedad rara y congénita que se caracteriza por un subresarrollo lateralizado del músculo pectoral mayor. Es más habitual en hombres que en mujeres (incidencia 1:30.000) y que se vea afectado el lado derecho que el izquierdo; y en algunas ocasiones se puede presentar también simbraquidactilia (dedos cortos y en ocasiones fusionados entre sí), una menor cantidad de grasa, anomalías en los senos y los pezones y subdesarrollo de las costillas del mismo lado del cuerpo.

## Cuadro clínico
El denominador común de todos los pacientes con Síndrome de Poland es la ausencia de la cabeza esternocostal del músculo pectoral mayor. En la mayoría de los casos, el músculo pectoral menor también está ausente. En otras palabras, se caracteriza por una hipoplasia o aplasia principalmente a nivel de los grupos musculares pectoral mayor y pectoral menor, así como de otros músculos de la región escapular. La ausencia del músculo pectoral mayor, puede acompañarse de hipoplasia del tejido subcutáneo, no existiendo en ocasiones vello axilar, e hipoplasia del pulmón ipsilateral. Suele acompañarse, de deformidad de la pared torácica (pectus excavatum) y de la mama (desde discreta hipoplasia a ausencia completa o amastia).
Puede tener compromiso a nivel ipsilateral de la extremidad superior, con hipoplasia de la extremidad (braquidactilia), deformidad del antebrazo y la muñeca (ectromelia), unión de los dedos (sindactilia) e incluso ausencia de las falanges distales. En ocasiones, es acompañado del síndrome de Möbius, además de la llamada escápula elevada.

### Diagnóstico
El diagnóstico está basado en los síntomas, y la mayoría de ellos se realizan durante el primer año de vida; aunque en muchas ocasiones no se realiza un diagnóstico hasta que no se producen los cambios físicos de la pubertad. La técnica de la mamografía mediolateral oblicua, y la tomografía axial computarizada sirven para averiguar la extensión de la afectación muscular.

## Tratamiento
El Síndrome de Poland puede tratarse mediante cirugía estética para corregir las partes de la caja torácica que se hayan visto afectadas, así como una reconstrucción del pecho; tanto en hombres como en mujeres. Asimismo, debe acompañarse con una cirugía remodeladora de la caja torácica para elevar el esternón en el caso de hundimiento y favorecer la descompresión cardíaca.
Una de las técnicas utilizadas en la cirugía plástica para corregir el síndrome de Poland es el implante personalizado diseñado por CAD (diseño asistido por computadora). En esta técnica se realiza una reconstrucción en 3D del tórax del paciente mediante un implante de caucho de silicona diseñado para adaptarse a la anatomía del sujeto. Las malformaciones del síndrome de Poland son morfológicas, y aunque no restauran la fuerza motriz la corrección mediante implantes personalizados es el tratamiento de primera línea.

## Epidemiología
El síndrome de Poland suele estar infradiagnosticado y la severidad de los síntomas varia mucho entre cada caso por lo que es difícil hacer una estadística precisa de su prevalencia. Se presenta con una frecuencia variable entre 1 de cada 7.000 a 1 de cada 100.000 nacidos vivos, y en el 75% de los casos las alteraciones se encuentran en el lado derecho del cuerpo.

## Etiopatogenia
Aunque se desconoce el origen de esta enfermedad la hipótesis más aceptada es que se debe a la disminución del flujo sanguíneo provocado por una malformación de la arteria subclavia o por una oclusión debida al crecimiento de las costillas durante el desarrollo prenatal alrededor de la sexta semana de gestación. Las arteria subclavia normalmente suministra sangre a los tejidos embrionarios que dan lugar a la pared torácica y a la mano, y las variaciones en el sitio y la extensión de la alteración podrían explicar la variedad de signos y síntomas que ocurren en el síndrome de Poland. Una anomalía de la estructura embrionaria llamada cresta ectodérmica apical, que ayuda a dirigir el desarrollo temprano de las extremidades, también podría estar involucrada en este trastorno.
Otra hipótesis se refiere a una disfunción del mesodermo lateral en el embrión, ocurrido entre los 16 y los 28 días.
Generalmente se da de forma esporádica, es decir, en familias sin presencia de la enfermedad; aunque se han observado 20 casos en los que parece haber una herencia autosómica dominante, pese a que no se ha encontrado ningún gen asociado.
Un estudio colaborativo de 1999 señaló que el consumo de tabaco durante el embarazo dobla el riesgo de que se desarrolle el síndrome de Poland, aunque recomendaba más análisis para confirmar el hallazgo.

## Historia
El aspecto anatómico completo fue descrito por primera vez por Thompson en 1895, aunque se habían descrito casos anteriormente, como Lallemand en 1826 y Froriep en 1839. El síndrome tomó el nombre de Alfred Poland ya que fue el primero que realizó una primera aproximación descriptiva, y fue acuñado por Patrick Clarkson en 1962, un cirujano plástico británico que trabajaba en el Guy's Hospital de Londres, donde se conserva la referencia del artículo escrito por Poland, así como la mano disecada del preso George Elt, uno de los tres casos descritos.
El síndrome se conoce bajo muchos nombres como síndrome del tórax ipsilateral, fissura thoracis lateralis, secuencia de interrupción del suministro de la arteria subclavia, entre otros; y el nombre de síndrome de Poland se generalizó después de la publicación de Baudinne et al. en 1967.